# Carel Reyniersz
Carel Reyniersz (Amsterdam, 1604 — Jacarta, 19 de maio de 1653) foi governador-geral das Índias Orientais Neerlandesas, de 1650 a 1653.